# Baeomycetales
De Baeomyces vormen een orde van Lecanoromycetes uit de subklasse van Ostropomycetidae. Het typegeslacht is Baeomyces.

## Taxonomie
De taxonomische indeling van de Baeomycetales is als volgt:
- Orde: Baeomycetales
  - Familie: Baeomycetaceae
  - Familie: Cameroniaceae
  - Familie: Protothelenellaceae